# Peter van Agtmaal
Peter van Agtmaal (né le 25 janvier 1982 à Huijbergen) est un coureur cycliste néerlandais.

## Palmarès et résultats

### Palmarès par année
- 1999
  - 3eb étape du Trofeo Karlsberg
  - 2e du Circuit Het Volk juniors
- 2000
  -  Champion des Pays-Bas du contre-la-montre juniors
- 2001
  - Omloop van Alblasserwaard
- 2002
  - Circuit du Pays de Waes
  - Mémorial Philippe Van Coningsloo
- 2003
  - 5e et 9e étapes du Tour du Faso
- 2004
  - 1re étape du Tour du Sénégal
  - PWZ Zuidenveldtour
  - 3e de la Coupe Sels
- 2005
  - 4e, 5e et 7e étapes du Tour d'Indonésie
- 2006
  - 3e étape du Tour de Gironde
  - 2e du Tour de Gironde
  - 2e du Ronde van Kruiningen
- 2007
  - Grand Prix Chantal Biya :
    - Classement général
    - 1re étape
- 2008
  - 2e étape du Tour de Roumanie
- 2009
  - Grand Prix Chantal Biya :
    - Classement général
    - 1re étape

  - Ronde van Kruiningen
- 2010
  -  Champion des Pays-Bas des élites sans contrat
  - 1re étape du Tour du Faso

### Classements mondiaux
| Année           | 2005   | 2006 | 2007 | 2008 | 2009 | 2010 | 2011 |
| --------------- | ------ | ---- | ---- | ---- | ---- | ---- | ---- |
| UCI Africa Tour |        |      |      | 32e  |      | 16e  | 100e |
| UCI Asia Tour   | 66e    |      |      |      |      |      |      |
| UCI Europe Tour | 1 282e | 389e |      | 711e |      |      |      |